# Zsigmond Ágnes
Zsigmond Ágnes, Gregus Gézáné, Frank Endréné (Kiskunhalas, 1952. május 24. – Szeged, 2019. június 2.) magyar kémikus, kutató, egyetemi oktató.

## Élete
Általános és középiskolai tanulmányait szülővárosában folytatta, majd azok végeztével, 1970-ben a Szilády Áron Református Gimnáziumban érettségizett. A szegedi József Attila Tudományegyetem Természettudományi Karán tanult tovább, ahol 1975-ben vegyész oklevelet szerzett. 1980-ban doktorált, később, 1993-ban a kémiai tudomány kandidátusa, 2007-ben pedig az MTA doktora címet is megszerezte.
Diplomázása után egyeteme állományában folytathatta pályáját, az első években mint a Szerves Kémiai Tanszék ösztöndíjas gyakornoka, 1980-tól tanársegéde, 1986-tól egyetemi adjunktusa, 1994-től pedig egyetemi docense. Közben számos alkalommal tett eleget külföldi egyetemek, kutatóintézetek meghívásainak is: 1984–1985 között az amerikai Southern Illinois University vendégkutatója, 1993-ban és 1994-ben a Lyoni Katalíziskutató Intézet ösztöndíjasa, 1997–2000 között több alkalommal a dallasi székhelyű Texasi Egyetem vendégkutatója, 2001-ben a Seton Hall University (South Orange, New Jersey) 2002-ben és 2003-ban pedig a Stockholmi Egyetem vendégprofesszora volt.
Kutatóként sztereokémiával, katalíziskutatással, katalitikus reakciók, illetve fémkatalizátorokban történő kémiai átalakulások vizsgálatával foglalkozott. Kutatási területe: átmeneti fémkatalizátorok jellemzése próbamolekulákkal és tesztreakciókkal; stabil és könnyen kezelhető katalizátorok előállítása fémkomplexek heterogenizálásával; kemo- és enantioszelektív heterogenizált katalizátorok előállítása; szelektív átalakulások vizsgálata heterogenizált fémkomplexekkel és hidrogénezési reakciók tanulmányozása rögzített komplexekkel.
Katalíziskutatóként kezdetben fémkatalizátorok felületének vizsgálatával, a katalitikus felületen létrejövő kémiai reakciók körülményeinek tisztázásával foglalkozott. Új eljárást dolgozott ki ródium- és nikkelkatalizátorok fajlagos felületének meghatározására, felismerve, hogy az egyes katalizátorok ún. aktívhelyeinek kémiai természete eltérő, azaz más és más reakciókat katalizálhatnak. Később a figyelme a szelektív katalizátorok vizsgálata felé fordult, a rögzített kemoszelektív és enantioszelektív komplexek előállítása témakörében megjelent tudományos dolgozatai pedig a katalíziskutatás legtöbbet idézett publikációi között szerepeltek az új évezred első éveiben.
Doktori értekezése megvédése után súlyosan megbetegedett, egyetemi tanári kinevezését már nem érhette meg.

## Magánélete
Szülei Zsigmond Fülöp és Laczkó Terézia voltak. Első házasságát 1975-ben kötötte Gregus Gézával, akitől két fia született, Gregus Tamás (1975) és Gregus Tibor (1980). Második férje Frank Endre volt.

## Társadalmi szerepvállalása
- 1985-től tagja volt a Magyar Kémikusok Egyesületének (MKE).

## Főbb művei
Önálló művek, könyvfejezetek
- Cycloalcanes. Bartók Mihállyal. (Stereochemistry of Heterogeneous Metal Catalysts. Szerk. Bartók Mihály. Chicester, Wiley, 1985)
- Átmenetifém-katalizátorok felületének jellemzése kémiai módszerekkel. Kandidátusi értekezés. (Szeged, 1992)
- Practical Organic Chemistry. Notheisz Ferenccel. Egyetemi jegyzet. (Szeged, SZOTE, 1987)
- Térkémiai tényezők szerepe szénhidrogének fémeken végbemenő átalakulásain. Bartók Mihállyal, Notheisz Ferenccel és Pálinkó Istvánnal. (A kémia újabb eredményei. 74. kötet. Bp., Akadémiai Kiadó, 1992)
- Szerveskémiai gyakorlatok. Egyetemi jegyzet. Mastalir Ágnessel és Notheisz Ferenccel. (Szeged, JatePress, 2002.; 2. kiadás 2009., 3. kiadás 2012., 4. kiadás 2014 és utánnyomások)
- Bevezetés a szerveskémiába. Egyetemi jegyzet. (A Szegedi Tudományegyetem kiadványa. Szeged, 2006)
- Szelektív szintézisek heterogenizált fémkomplexeken. Doktori értekezés. (Szeged, 2006)
- Heterogeneous Enantioselective Hydrogenation. Theory and Practice. Jevgenyij Klabunovszkijjal és Gerard V. Smith-tel. (Catalysis by Metal Complexes 31. Dordrecht, Springer, 2006).

Tanulmányok
- The Static Microreactor Technique. A New Simle Method for Determination of Kinetic Parameters of Gas–Phase Heterogeneous Catalytic Reactions. Bartók Mihállyal és Notheisz Ferenccel. (Reaction Kinetics and Catalysis Letters, 1977)
- Determination of Surface Area of Ni. Bartók Mihállyal és Notheisz Ferenccel. (Journal of Chromatography, 1982)
- A platina felületi hidrogén-borítottságának hatása az oxacikloalkánok hidrogenolízisének szelektivitására. Bartók Mihállyal, Molnár Árpáddal, Notheisz Ferenccel. (Magyar Kémiai Folyóirat, 1988. 1.)
- Az oxiránok átalakulásának mechanizmusa rézkatalizátoron. Többekkel. (Magyar Kémiai Folyóirat, 1988)
- Determination of Active Sites on Pd by CS2 Titration. Többekkel. (Journal of Catalysis, 1988)
- The Mechanism of Hydrogenolysis and Isomerization of Oxacycloalkanes on Metals. IX. Structure Sensitive Hydrogenolysis and Isomerization of Methyloxirane over Well-Characterized Pt/SiO2 Catalysts. Többekkel. (Journal of Catalysis, 1991)
- Structure Sensitive Hydrogen Effect during Pt/SiO2 Hydrogenolysis of Methyloxirane: Absence of Effect with Euro-Pt-1. Többekkel. (Catalysis Letters, 1994)
- Mass Transfer Test and Maximum Rate Determination during Liquid-Phase hydrogenations. Többekkel. (Applied Catalysis A, 1994)
- A metil-vinin-keton szelektív hidrogénezése fémorganikus komplexekkel módosított katalizátorokon. Basset Jean-Marie-val, Candy Jean-Pierre-rel, Notheisz Ferenccel. (Magyar Kémiai Folyóirat, 1996. 4.)
- Zeolite-Encapsulated Cobalt Salophens as Efficient Oxygen Activating Catalysis in Palladium-Catalyzed Aerobic 1,4-Oxidation of 1,3-Dienes. Bäckvall, Jan-Erlinggel és Wöltinger, J.-vel. (Chemistry A European Journal, 1999)
- Ruthenium-Catalyzed Aerobic Oxidation of Alcohols on Zeolite-Encapsulated Cobalt Salophen Catalyst. Többekkel. (Topics in Catalysis, 2002)
- Comparative Study of „Ship-in-a-bottle” and Anchored Rh Complexes. Bogár K.-val és Notheisz Ferenccel. (Journal of Catalysis, 2003)
- Selective Hydrogenization on Heterogenized [RuCl2(PPh3)3] and [{RuCl2(TPPMS) 2}2] Complexes. Többekkel. (Journal of Catalysis, 2004)
- New, Efficient, Heterogenized Catalysts of Asymmetric Hydrogenation of Dehydroamino Acid derivatives. Többekkel. (Catalysis Letters, 2005)
- Selective Hydrogenations of Steroid Catalyzed by Heterogenized Ru Complexes. Többekkel. (Reaction Kinetics and Catalysis Letters, 2006)
- Application of Heterogenized Metal Complexes in Hydrogenation Reactions: A Comparison of Hydrogenations and CTH Reactions. Többekkel. (Research on Chemical Intermediates, 2014)
- Catalytic Investigation of PdCl2(TDA)2 Immobilized on Hydrophobic Graphite Oxide in the Hydrogenation of 1-pentine and the Heck Coupling Reaction. Többekkel. (Reaction Kinetics and Catalysis Letters, 2014)
- Heterogenizált Fe(ftalocianin) katalizátor előállítása és alkalmazása oxidációs és redukciós reakciókban. Bata Péterrel, Kluson Peterrel, Notheisz Ferenccel. (Magyar Kémiai Folyóirat, 2014. 2-3.)
- Iron Phthalocyanine as New Efficient Catalyst for Catalytic Transfer Hydrogenation of Simple Aldehydes and Ketons. Többekkel. (Applied Organometallic Chemistry, 2016).